# ألفريد رايدر
ألفريد رايدر (بالإنجليزية: Alfred Ryder)‏ هو ممثل أمريكي، ولد في 5 يناير 1916 بنيويورك في الولايات المتحدة، وتوفي في 16 أبريل 1995 في الولايات المتحدة بسبب مرض.

## وصلات خارجية
- ألفريد رايدر على موقع IMDb (الإنجليزية)
- ألفريد رايدر على موقع أول موفي (الإنجليزية)
- ألفريد رايدر على موقع قاعدة بيانات برودواي على الإنترنت (الإنجليزية)
- ألفريد رايدر على موقع قاعدة بيانات الفيلم (الإنجليزية)